# Anime music video
En anime music video, på svenska ”animemusikvideo”, ofta förkortat AMV, är en musikvideo bestående av filmklipp, från en eller flera animeserier eller filmer, som är arrangerade till en låt eller musikstycke. Filmklippen kan även komma från ett animeinspirerat tv- eller datorspel. Förkortningen –AMV syftar oftast på inofficiella beundrarskapade videor.